# Валдашаф
Валдашаф (њем. Waldaschaff) општина је у њемачкој савезној држави Баварска. Једно је од 32 општинска средишта округа Ашафенбург. Према процјени из 2010. у општини је живјело 3.997 становника. Посједује регионалну шифру (AGS) 9671156.

## Географски и демографски подаци
Валдашаф се налази у савезној држави Баварска у округу Ашафенбург. Општина се налази на надморској висини од 195 метара. Површина општине износи 6,6 km². У самом мјесту је, према процјени из 2010. године, живјело 3.997 становника. Просјечна густина становништва износи 607 становника/km².

## Међународна сарадња
| Мјесто     | Држава | Врста сарадње | Од    |
| ---------- | ------ | ------------- | ----- |
| Клонакилти | Ирска  | партнерство   | 1989. |
| Извор      |        |               |       |